# Mainichi Eiga Concours
Der Mainichi Eiga Concours (jap. 毎日映画コンクール, mainichi eiga konkūru, dt. „Mainichi-Filmwettbewerb“) ist eine seit 1947 jährlich stattfindende Veranstaltung, auf der die Tageszeitung Mainichi Shimbun Filmpreise vergibt.
Erstmals veranstaltet wurde der Wettbewerb 1935 als Zennihon Eiga Concours (全日本映画コンクール, „Nationaler japanischer Filmwettbewerb“). Dabei wurden Watanabe Kunios Film Uramachi no kōkyōgaku mit dem Hauptpreis und die Schauspielerin Natsukawa Shizue mit einem Sonderpreis ausgezeichnet. Fortsetzungen des Wettbewerbs blieben in den nächsten Jahren aufgrund der politischen Situation aus. 1947 wurde der Wettbewerb unter seinem heutigen Namen neu gestartet; dabei wurden die Filme des Vorjahres ausgezeichnet.

## Kategorien
Beim Mainichi Eiga Concours werden Auszeichnungen in verschiedenen Kategorien vergeben:
- Bester japanischer Film (日本映画大賞)
- Japanischer Film mit einer hervorragenden Qualität (日本映画優秀賞)
- Bester ausländischer Film
- Bester Hauptdarsteller
- Beste Hauptdarstellerin
- Bester Nebendarsteller
- Beste Nebendarstellerin
- Sponichi Grand Prix für den besten Nachwuchsdarsteller (スポニチグランプリ新人賞)
- Tanaka-Kinuyo-Preis (田中絹代賞)
- Beste Regie
- Bestes Drehbuch
- Beste Kamera
- Beste Musik
- Bester Schnitt
- Bester Ton
- Bestes Szenenbild
- Bester Animationsfilm
- Ōfuji-Noburō-Preis (大藤信郎賞)
- Bester Dokumentarfilm
- Spezialpreis